# 페트루시카 (발레)

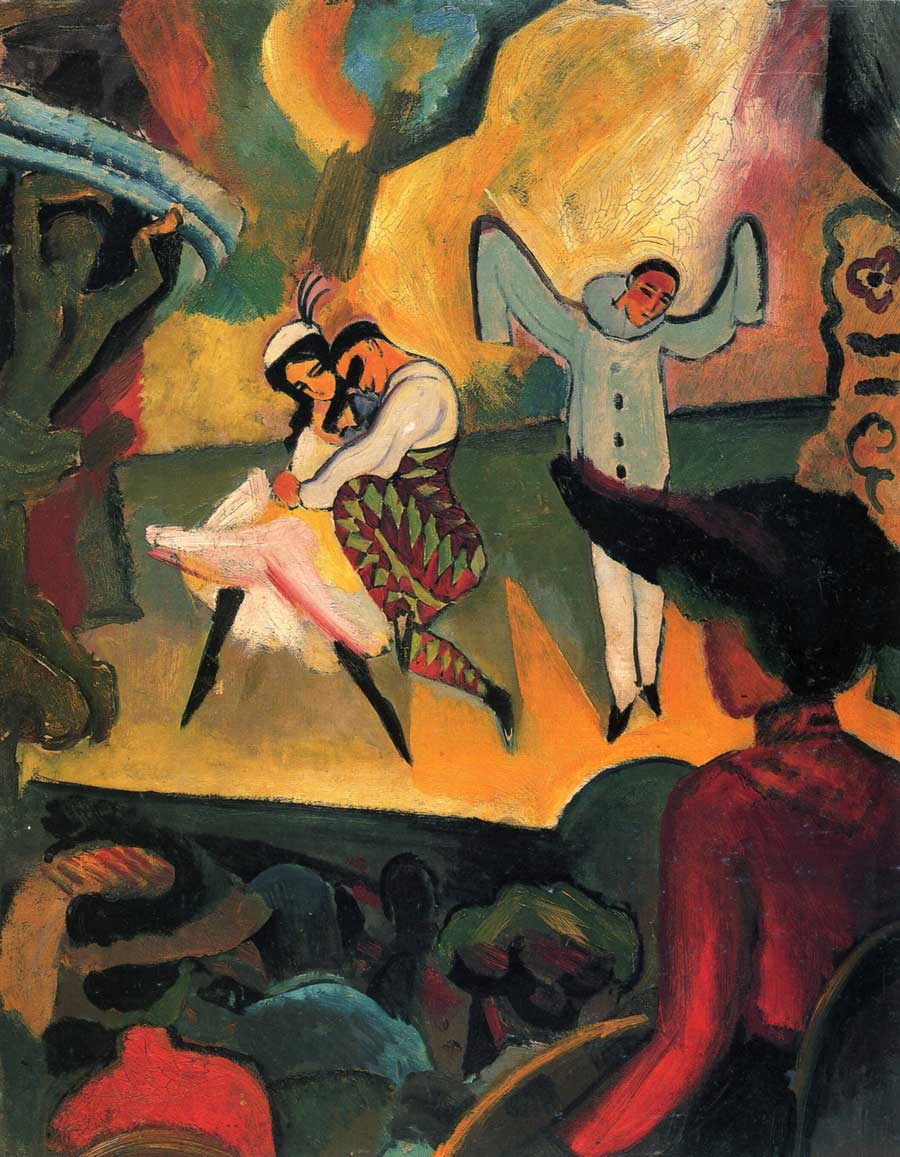

페트루시카(러시아어: Петрушка)는 이고르 스트라빈스키의 발레 및 오케스트라 콘서트 작품이다. 세르게이 댜길레프의 발레 뤼스의 1911년 파리 시즌을 위해 만들어졌다. 원래 안무는 미하일 포킨이, 무대 디자인과 의상은 스트라빈스키의 대본을 도운 Alexandre Benois가 맡았다.
페트루시카는 세 인형의 사랑과 질투에 대한 이야기를 들려준다.
페트루시카는 음악, 춤, 디자인을 하나로 통합한다. 그것은 발레 뤼스 작품 중 가장 인기 있는 작품 중 하나이다. 오늘날에는 원래의 디자인과 안무를 사용하여 일반적으로 수행된다.

## 구성
《불새》를 완성하는 동안 스트라빈스키는 엄숙한 이교도 의식에 대한 "환상"을 보았다. 현인 장로들은 원 안에 앉아 어린 소녀가 스스로 춤을 추며 죽어가는 것을 지켜보고 있다. 그들은 봄의 신을 달래기 위해 그녀를 희생하고 있었다. 《봄의 제전》의 주제였다. 1910년 6월 《불새》의 놀라운 성공 직후 댜길레프는 새로운 발레에 대해 스트라빈스키에게 접근했다.
1910년 9월 말, 디아길레프는 당시 자신이 살고 있던 스위스 클라렌스의 스트라빈스키를 방문했다. 새로운 발레에 대해 논의하기를 기대하던 댜길레프는 완전히 다른 프로젝트에서 열심히 일하는 스트라빈스키를 보고 놀랐다.
1911년 6월 13일 파리 샤틀레 극장(Théâtre du Châtelet)에서 피에르 몽퇴의 지휘 아래 미하일 포킨의 안무와 알렉상드르 브누아(Alexandre Benois)의 세트로 초연되었다. 타이틀 롤은 바츨라프 니진스키가 맡아 춤을 추었다.